# Base aérea Severomorsk-1

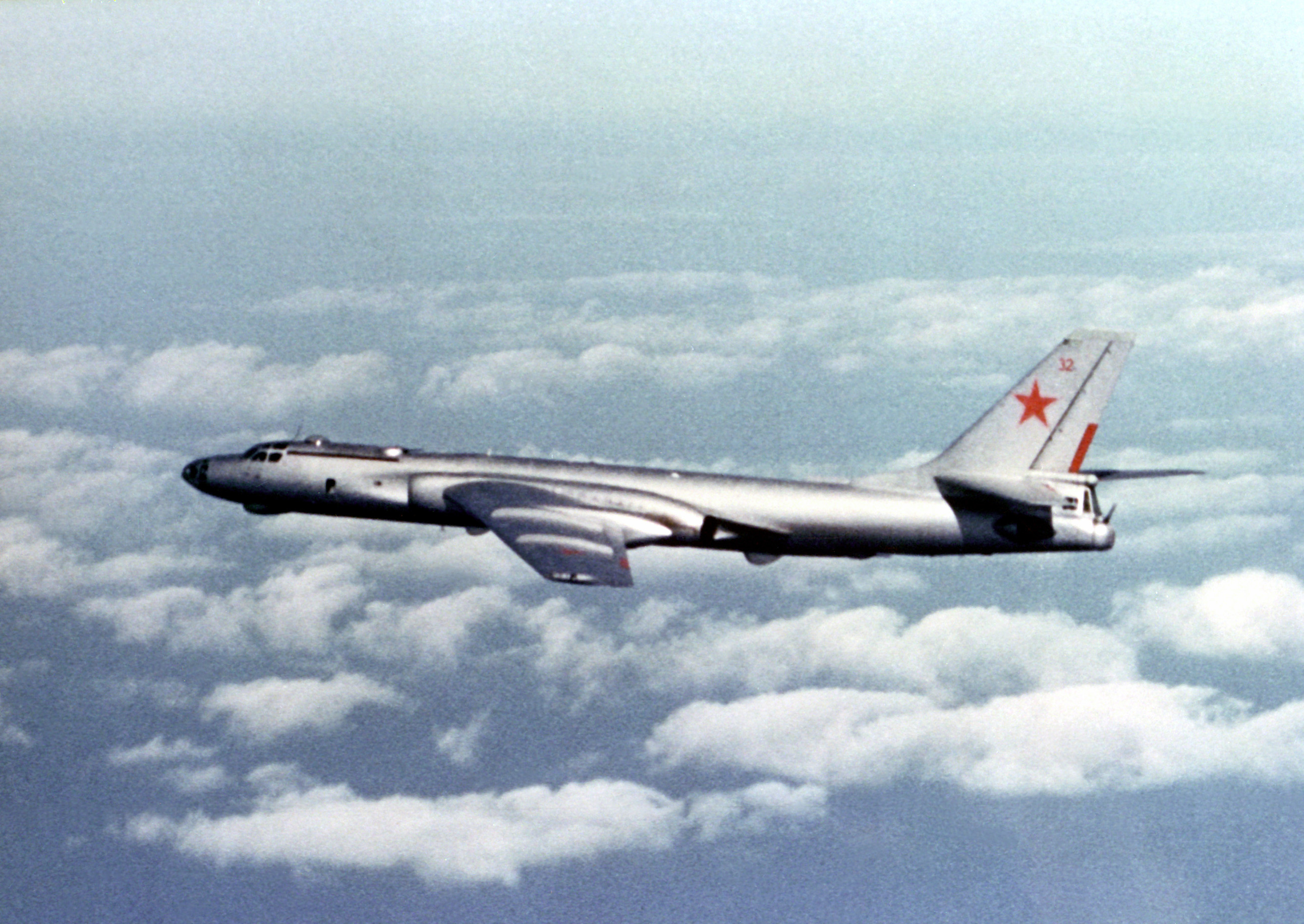
Tu-16 Badger

La Base aérea Severomorsk-1 (del ruso: Аэродром Североморск-1); ICAO: ULAK; IATA: ), es un aeropuerto militar situado 4 km al sur de Severomorsk, en el óblast de Murmansk, Rusia. Anteriormente la base era conocida como "Vayenga-1" (en ruso: Ваенга-1.

## Pista
Severomorsk-1 dispone de una pista de hormigón en dirección 14/32 de 3.000x80 m. (9.842x262 pies).
Es uno de los campos de aviación más grandes de la península de Kola, tras el de Olenya.

## Operaciones militares
La base puede alojar más de 40 bombarderos y algunas unidades de aviones de ataque.
Durante la guerra fría en el aeródromo se basaban el 967 ODRAP (Regimiento Especial de Exploración Aérea Lejana), que empleaba el avión Tu-16 (designación OTAN: Badger). En 1993 el regimiento fue rearmado con Su-24 (designación OTAN: Fencer) y se transformó en el 146 ORAZ (Escuadrilla Especial de Exploración Aérea). En 1997 fue disuelto por completo.
La unidad de operaciones principal es la 967 MRAP (Regimiento de Reconocimiento Aéreo Naval) que utiliza Tu-22M (designación OTAN: Backfire) y Tu-16, y la 24 OPLAPDD (Regimiento Autónomo Anti-submarino de Largo Alcance) que utiliza el Il-38 (designación OTAN: May).
Desde el 1 de mayo de 1998 en el aeródromo está emplazado el 830 OKPVP (Regimiento Especial de Helicópteros Anti-submarino), cuyo armamento está formado por  helicópteros Ka-27 (designación OTAN: Helix-A). En esa misma fecha se formó el 403 OSAP (Regimiento Especial Aéreo Mixto), que emplea los aviones An-12 (designación OTAN: Cub), An-26 (designación OTAN: Curl), el IL-38, Tu-134 (designación OTAN: Crusty)

## Enlaces externos

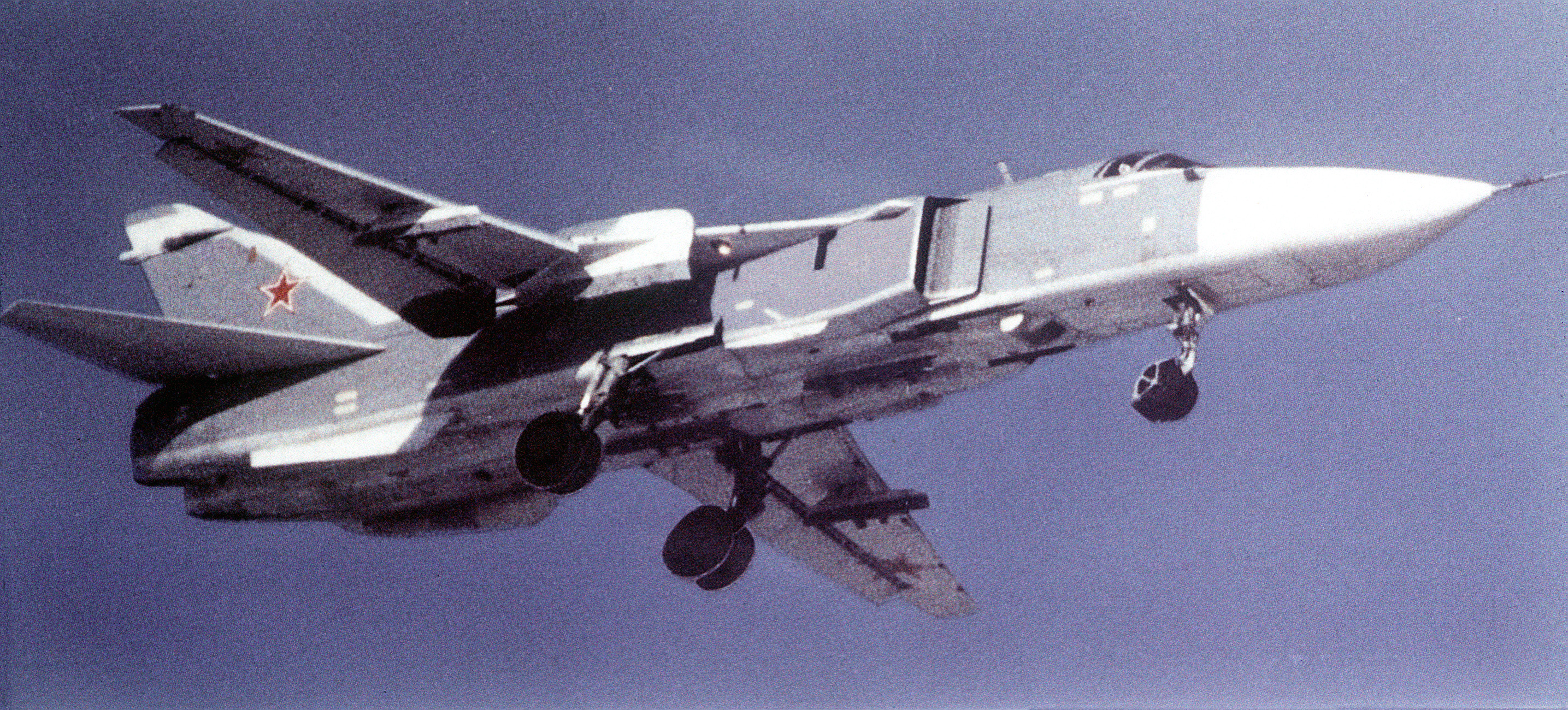
Su-24 Fencer
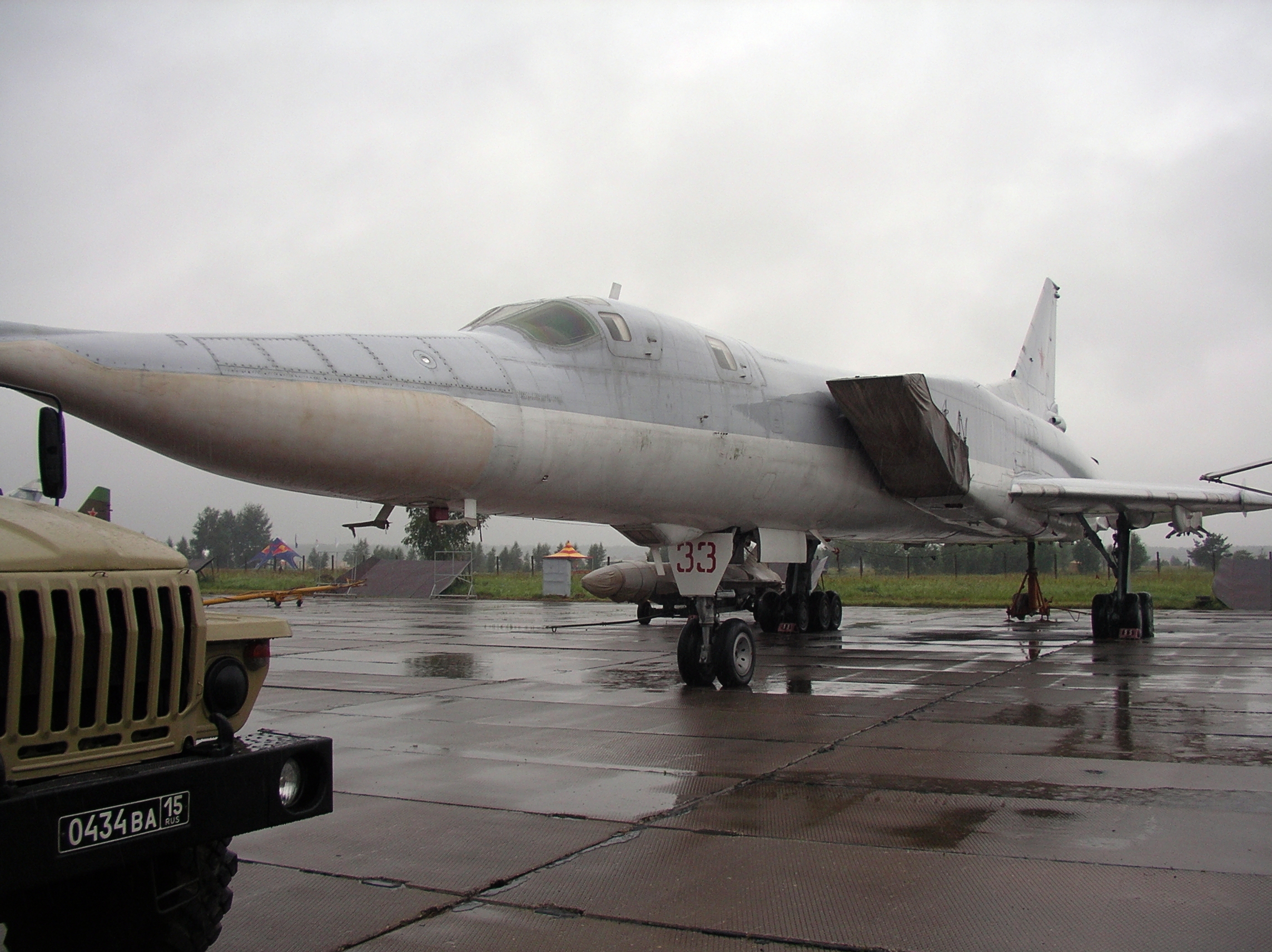
Tu-22 Backfire
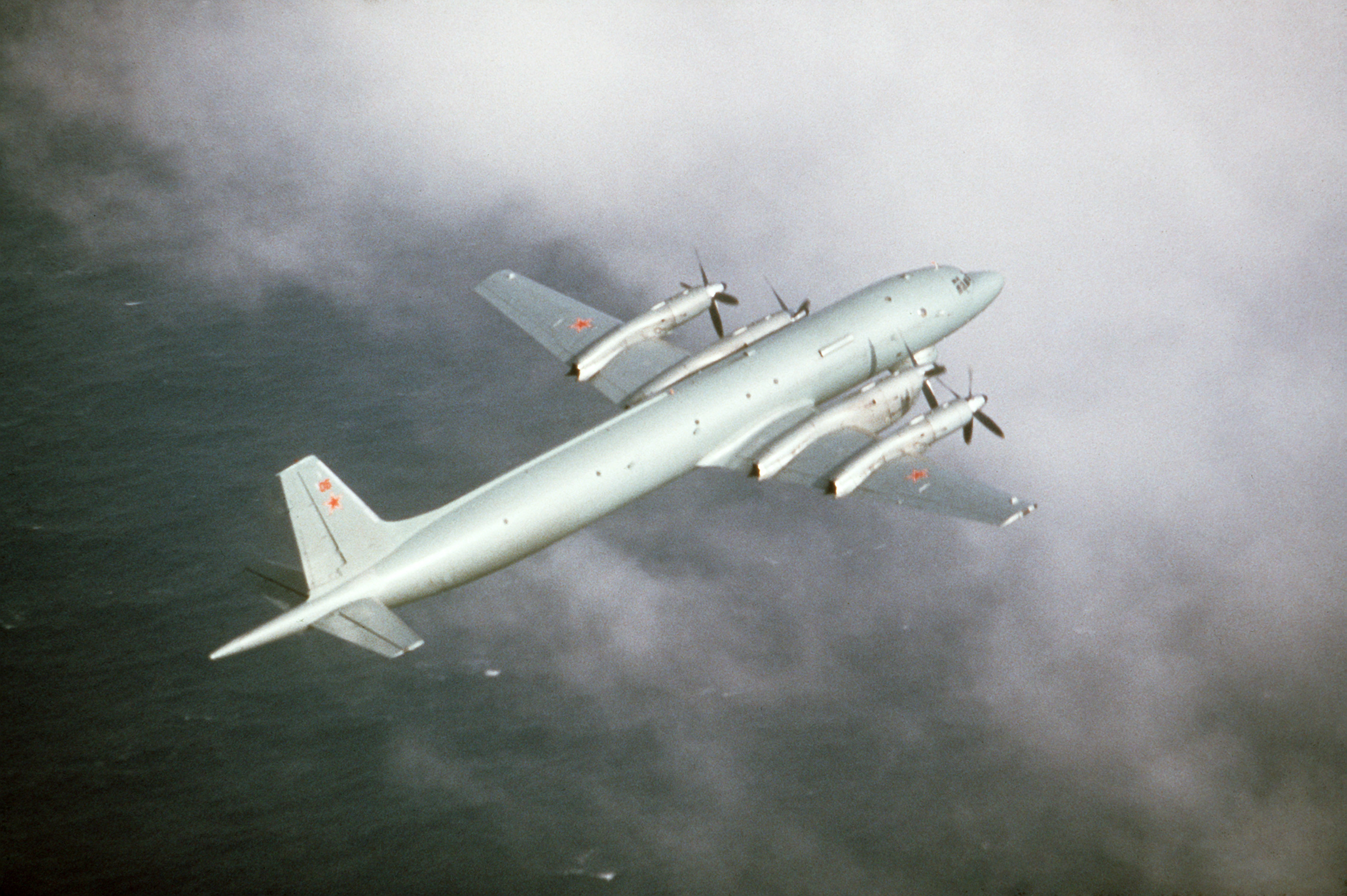
Il-38 May
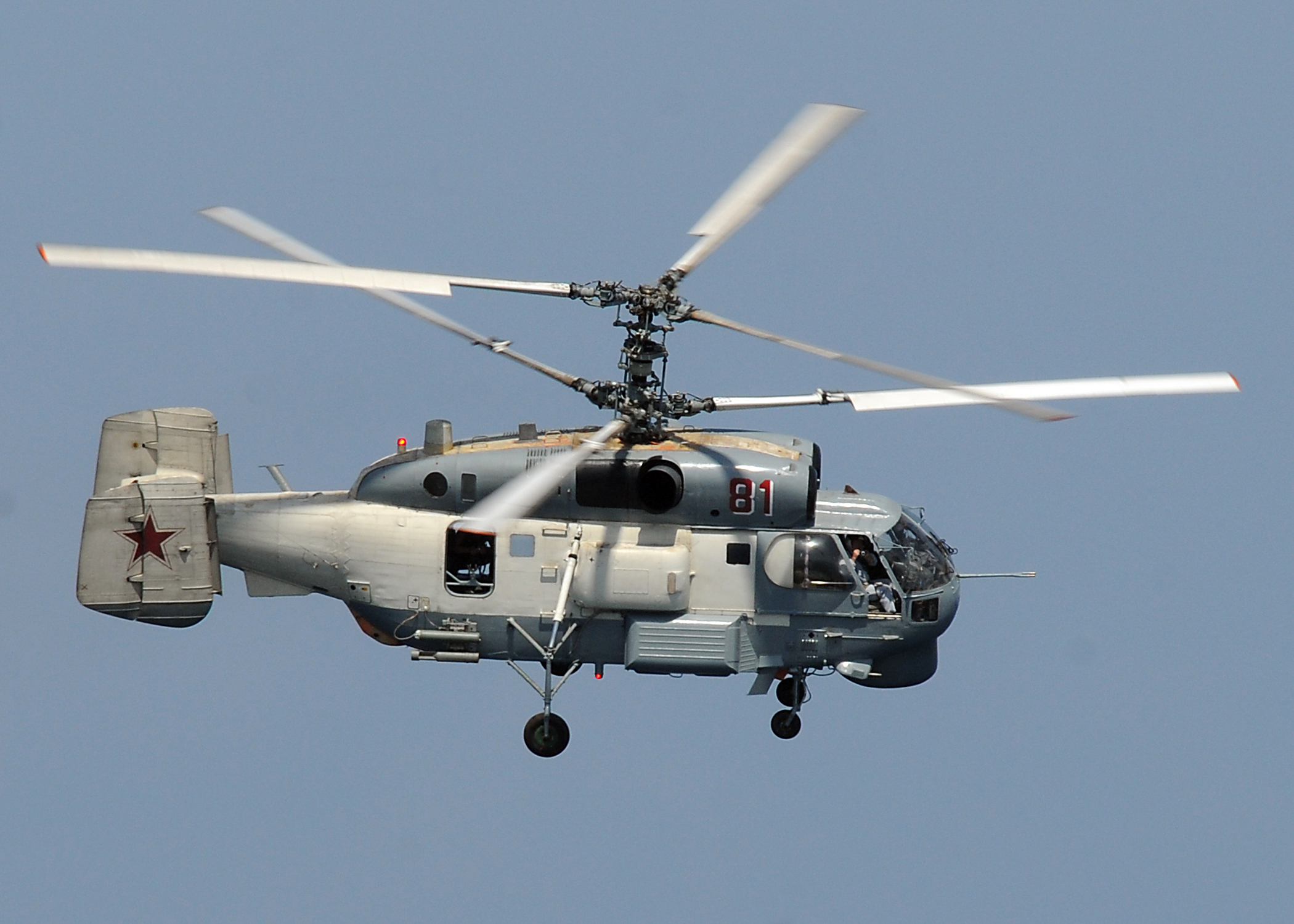
Ka-27 Helix-A
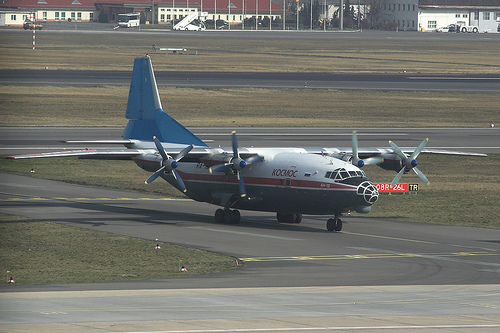
An-12 Cub
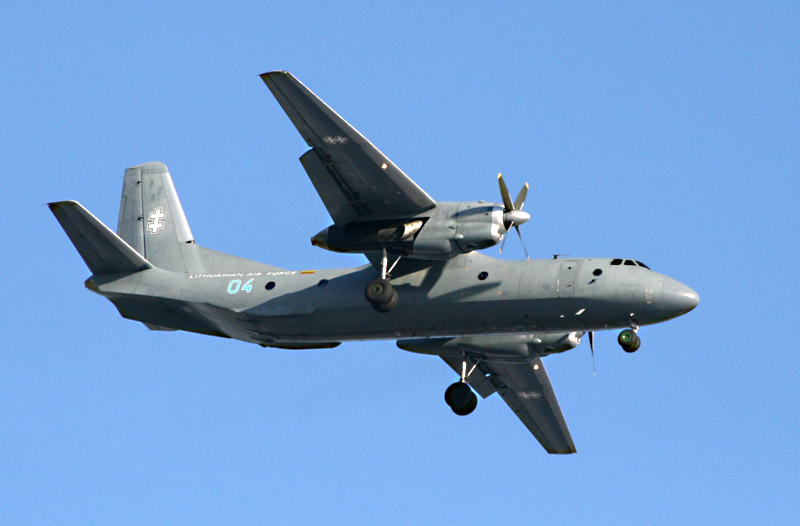
An-26 Curl
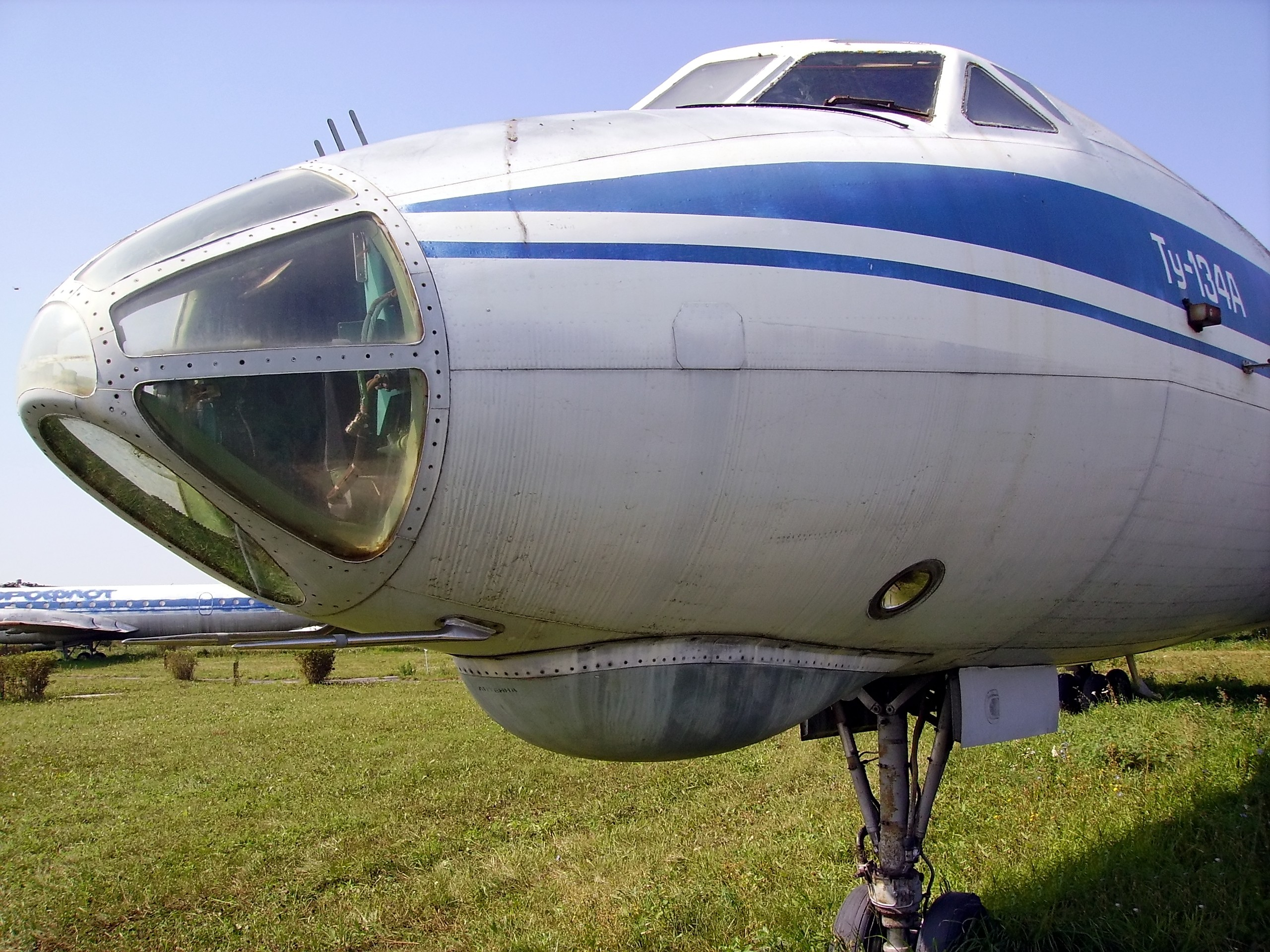
Tu-134 Crusty